# Teoría de conjuntos de Morse-Kelley
La teoría de conjuntos de Morse-Kelley (MK) es una teoría axiomática de conjuntos. Es similar a la teoría de Von Neumann-Bernays-Gödel, pero MK es más potente y no son equivalentes.

## Axiomas

### Ontología y notación
Al igual que en NBG, los axiomas de MK se refieren a clases y pertenencia, definiendo conjunto como las clases que pertenecen a alguna otra clase. Toda la notación de NBG puede adoptarse aquí.

### Axiomas generales
Son idénticos a los axiomas generales de NBG.
Extensionalidad. Dos clases son iguales si y solo si tienen los mismos elementos:

{\displaystyle \forall X,Y:X=Y\leftrightarrow \forall z(z\in X\leftrightarrow z\in Y)}

Par. Dados dos conjuntos existe un tercero que los contiene solo a ambos:

{\displaystyle \forall X,Y\;\exists Z:\forall W(W\in Z\leftrightarrow W=X\vee W=Y)}

Unión. Dados dos conjuntos, existe un tercero que contiene a los elementos de ambos:

{\displaystyle \forall X,Y\,\exists Z:\forall w(w\in Z\leftrightarrow w\in X\vee w\in Y)}

Conjunto vacío. Existe un conjunto sin elementos:

{\displaystyle \exists X\,\forall y:y\notin X}

Reemplazo. Dado un conjunto X y una clase unívoca A, existe el conjunto dado por la imagen de X por A:

{\displaystyle \forall X,A:{\text{Un}}A\rightarrow \exists Y\forall u(u\in Y\leftrightarrow \exists v\in X\,(v,u)\in A)}

De este axioma se demuestra un teorema más intuitivo:
| Si F:A→B es una función sobreyectiva y A es un conjunto, entonces B también lo es. |

### Esquema de formación de clases
La principal diferencia entre MK y NBG es que en MK se adopta un esquema de formación de clases sin restringirse a fórmulas normales:
Esquema de formación de clases. Para toda fórmula φ(xi) donde Y no está libre,

{\displaystyle \exists Y\forall x_{i},\,x_{i}\in Y\leftrightarrow \varphi (x_{i})}

es un axioma de MK.

### Axiomas adicionales
De manera idéntica a NBG, además de estos axiomas iniciales, es necesaria una serie de axiomas para que la teoría de conjuntos contenga los aspectos estándar que se usan en la matemática. 
Partes. Dado un conjunto, existe su conjunto potencia, es decir otro formado por la totalidad de los subconjuntos del primero:

{\displaystyle \forall X\,\exists Y:\forall Z(Z\in Y\leftrightarrow Z\subseteq X)}

Infinito. Existe un conjunto biyectable con un subconjunto propio de sí mismo:

{\displaystyle \exists xf,\,{\text{Fn}}f\wedge {\mathcal {D}}f=x\wedge {\mathcal {R}}f\subsetneq x\wedge f{\text{ inyectiva}}}

Otro enunciado equivalente a este que también suele adoptarse es el que asegura la existencia de conjuntos inductivos:
| {\displaystyle \exists x,\emptyset \in x\wedge \forall y\in x,\,y\cup \{y\}\in x} |

Regularidad. Toda clase no vacía contiene una clase disjunta consigo misma:

{\displaystyle \forall X\exists \,Y\in X\,\forall z,\,\neg (z\in X\wedge z\in Y)}

El axioma de elección puede añadirse también a la lista:
Elección. Dado un conjunto, existe una función de elección sobre sus elementos no vacíos:

{\displaystyle \forall x\exists f,\,{\text{Fn}}f\wedge {\mathcal {D}}f=x\wedge \forall u\in x\,(u\neq \emptyset \rightarrow f(u)\in u)}

## Diferencias con la teoría de Neumann-Bernays-Gödel
Es obvio demostrar que todo teorema de NBG es un teorema de MK: la axiomatización de MK es prácticamente idéntica a la de NBG con esquema de formación de clases, pero con una versión más fuerte de esta última.
El inverso no es cierto. En teoría de modelos puede probarse que la consistencia de NBG es un teorema de MK, lo que suponiendo la consistencia de NBG no puede ser un teorema de NBG, por el segundo teorema de incompletitud de Gödel.